# Vadim Boreț
Vadim Boreț (ur. 5 września 1976 roku w Kiszyniowie) – mołdawski piłkarz, grający na pozycji pomocnika. Dziewięciokrotny mistrz Mołdawii (w latach 1994, 1995, 1996, 1998, 1999, 2000, 2002, 2003, 2004), jednokrotny mistrz Azerbejdżanu (w roku 2009), trzykrotny zdobywca Pucharu Mołdawii (w latach 1997, 1998, 2002) oraz jednokrotny zdobywca Pucharu Polski (w roku 2005). 33-krotny reprezentant Mołdawii. Obecnie gra w azerskim Bakı FK.